# Granada nos Jogos Pan-Americanos de 2015
Granada competiu nos Jogos Pan-Americanos de 2015 em Toronto de 10 a 26 de julho de 2015. O país competiu em 3 esportes com 7 atletas e conquistou uma medalha de prata.